# Epilobium pallidum
Epilobium pallidum är en dunörtsväxtart som först beskrevs av Alice Eastwood, och fick sitt nu gällande namn av P.C. Hoch och P.H. Raven. Epilobium pallidum ingår i släktet dunörter, och familjen dunörtsväxter. Inga underarter finns listade i Catalogue of Life.